# Chapelle Notre-Dame de Valmy
La chapelle Notre-Dame de Valmy est un édifice catholique de Charenton-le-Pont, en France, dans le quartier de Valmy.

## Localisation
La chapelle est située au 98 rue du Petit-Château. Cette rue suit le tracé de l'ancienne allée transversale de l'avant-cour du château de Bercy, démoli en 1861. Le long de ce chemin se trouvaient écuries, chenil, logements du personnel et appartements des officiers qui bénéficiaient d'un grand confort, au point que le nom Petit Château lui fut attribué.

## Historique
La première chapelle du quartier de Valmy est construite en 1913, sur un terrain donnant rue du Général-Chanzy, légèrement à l'est de la chapelle actuelle.
En 1963, l'ancienne entreprise de vin Nicolas, dont les terrains s'étendent de part et d'autre de celui de la chapelle, l'échange contre un terrain lui appartenant, légèrement plus à l'ouest. Un entrepôt est alors réaménagé en chapelle.
En 1996, la chapelle actuelle est construite sur une partie de ce terrain.